# Мікстат (гміна)
Гміна Мікстат (пол. Gmina Mikstat) — місько-сільська гміна у північно-західній Польщі. Належить до Остшешовського повіту Великопольського воєводства.
Станом на 31 грудня 2011 у гміні проживало 6169 осіб.

## Територія
Згідно з даними за 2007 рік площа гміни становила 87.17 км², у тому числі:
- орні землі: 68.00%
- ліси: 26.00%

Таким чином, площа гміни становить 11.29% площі повіту.

## Населення
Станом на 31 грудня 2011:
| Опис     | Загалом | Загалом | Чоловіки | Чоловіки | Жінки | Жінки |
| -------- | ------- | ------- | -------- | -------- | ----- | ----- |
| одиниця  | осіб    | %       | осіб     | %        | осіб  | %     |
| все      | 6169    | 100     | 3097     | 50.20    | 3072  | 49.80 |
| міське   | 1905    | 100     | 927      | 48.66    | 978   | 51.34 |
| сільське | 4264    | 100     | 2170     | 50.89    | 2094  | 49.11 |

## Сусідні гміни
Гміна Мікстат межує з такими гмінами: Ґрабув-над-Просною, Остшешув, Пшиґодзіце, Серошевіце.